# Radovan Dobronić
Radovan Dobronić (Čakovec, 2. prosinca 1960. – Zagreb, 8. ožujka 2025.) bio je hrvatski pravnik i sudac koji je obnašao dužnost predsjednika Vrhovnog suda Republike Hrvatske od 18. listopada 2021. godine do svoje smrti u ožujku 2025. godine.
Dobronić je rođen u Čakovcu. Njegova obitelj potječe iz Jelse na otoku Hvaru, a kroz tri generacije živi u Zagrebu. Nakon što je diplomirao na Pravnom fakultetu u Zagrebu, volontirao je na Općinskom sudu pa se zaposlio u Zagrebačkoj banci, u Direkciji pravnih poslova. Bio je i voditelj Odjel pravnih poslova za devizno poslovanje.
U Državnoj direkciji za robne rezerve bio je načelnik pravnog, kadrovskog i općeg odjela. Završio je poslijediplomski studij iz trgovačkog prava te je magistarski rad obranio u prosincu 1998. godine. Sudačku karijeru započeo je na Trgovačkom sudu u Zagrebu 1. ožujka 1996. godine.
Kao sudac Trgovačkog suda donio je presudu protiv osam poslovnih banaka u tzv. slučaju „švicarski franak” 2013. godine. Tom presudom stao je na stranu potrošača Udruge Franak, ocijenivši da su banke povrijedile interes potrošača netransparentno mijenjajući kamatne stope te je valutnu klauzulu proglasio nezakonitom. Ova presuda smatrala se značajnim korakom u zaštiti prava potrošača i pomogla je transparentnosti bankarskog sektora u Hrvatskoj.
Na dužnost predsjednika Vrhovnog suda Republike Hrvatske izabran je u listopadu 2021. godine, čime je okončano višemjesečno nesuglasje oko kandidata za tu dužnost između predsjednika RH Zorana Milanovića kao ustavnog predlagatelja i premijera Andreja Plenkovića. Dobronić je na dužnost izabran podrškom širokog političkog spektra.
U svom prvom intervjuu nakon imenovanja, Dobronić je izjavio da svoje imenovanje prvenstveno želi iskoristiti za unaprjeđenje pravosuđa „na način koji će kod građana i poduzetnika stvoriti osjećaj jačanja pravnog reda te pravednog djelovanja sustava”.
Radovan Dobronić preminuo je u ožujku 2025. godine u svom stanu u Zagrebu u 66. godini života, nakon borbe s rakom prostate. Njegovo stanje naglo se pogoršalo posljednjih mjesec dana prije smrti, zbog čega je bio na bolovanju.
Nakon njegove smrti, sukladno Zakonu o sudovima, pokrenut je postupak izbora novog predsjednika Vrhovnog suda. Predsjednik Republike Zoran Milanović izrazio je sućut, ističući kako je Dobronić „svojim radom u hrvatskom pravosuđu značajno pridonio postizanju pravde što bi morao biti glavni cilj i smisao svakog pravosudnog sustava”.